# Albert d'Huart
Pour les autres membres de la famille, voir Famille d'Huart.
Albert d'Huart, né le 22 mars 1867 à Bruxelles et mort le 3 novembre 1937 à Achêne, est un avocat et homme politique belge de tendance catholique. 

## Biographie
Il est le fils d'Alfred d'Huart. 
Une avenue qui lie la place Dumon et le quartier Stockel avec les Quatre-Bras porte son nom. Cette route est très utilisée.

## Fonctions et mandats
- Conseiller provincial de Namur : 1896-1902
- Membre de la Chambre des représentants de Belgique : 1902-1906
- Conseiller communal de Sovet : 1906
- Membre de la Chambre des représentants de Belgique : 1910-1919
- Membre du Sénat belge : 1919-1936
- Questeur du Sénat: 1921-1931
- Secrétaire du Sénat : 1931-1932
- Vice-président du Sénat : 1932-1936

## Distinctions
- Grand-croix de l'ordre de la Couronne (en mai 1936).

## Sources
- P. VAN MOLLE, Het Belgisch Parlement 1894-1972, 1972
- Nicolas de Streel,, Baudouin de Theux, Bertrand Maus de Rolley et Luc Vandamme, Portraits en médailles de nobles de 1830 à nos jours, ANRB, Bruxelles,  (2014), pp. 150 à 152

- Ressource relative à plusieurs domaines :   - ODIS